# Zetting
Zetting – miejscowość i gmina we Francji, w regionie Grand Est, w departamencie Mozela.
Według danych na rok 1990 gminę zamieszkiwało 849 osób, a gęstość zaludnienia wynosiła 122 osób/km² (wśród 2335 gmin Lotaryngii Zetting plasuje się na 414. miejscu pod względem liczby ludności, natomiast pod względem powierzchni na miejscu 836.).